# RBB (EP)
RBB (Really Bad Boy)는 대한민국의 걸그룹 레드벨벳의 5번째 EP이자 8번째 발표앨범으로, 2018년 11월 30일에 SM엔터테인먼트에서 발표했다. 리드 싱글은 RBB로, 타이틀곡의 영어버전을 비롯한 5개의 다른 수록곡이 있다.
앨범은 해외에서 성공을 거두었으며, RBB와 리드 싱글은 빌보드의 탑 히트시커즈 앨범 차트와 다양한 차트에서 처음으로 1위를 했다. EP는 미국에서 베스트 세일즈 주간을 얻은 연속 4번째의 앨범이 되었다. RBB는 일본, 프랑스, 영국에서도 순위권에 진입했다. EP는 평론가들로부터 일반적으로 긍정적인 평가를 받았으며, 포보스의 캐이틀린 켈리는 앨범의 모든 곡들이 "각각의 개성을 보여주기에 충분할 정도로 강하다"고 말했다. 반대로 대한민국에서 RBB는 엇갈린 평가를 받았다. 그럼에도 불구하고, 이 앨범은 대한민국 가온 디지털 차트에서는 10위를, 가온 다운로드 차트에서는 5위를 달성했다. 주간 가온 앨범 차트에서는 3위를 달성했다.

## 배경 및 발표
2018년 8월, SM엔터테인먼트는 후반기에 그들의 아티스트들의 컴백 계획을 공개했으며, 레드벨벳은 Summer Magic를 비롯한 2개의 앨범을 발표할 예정이었다.Summer Magic의 발표 이후, 레드벨벳의 다음 컴백에 대한 뉴스가 2018년 10월부터 돌아다녔고, SM엔터테인먼트는 11월에 새로운 앨범으로 레드벨벳이 컴백한다는 것을 인정했지만, 예정된 스케줄에 대해서는 비밀로 부쳤다. 2018년 11월 9일, SM엔터테인먼트는 EP의 리드 싱글 제목인 RBB와 EP의 세부사항 및 발표일을 공개했다. V Live 방송에서 멤버 예리는 앨범의 준비가 다른 앨범에 비해 길다고 언급했다. 앨범은 11월 30일 공개되었으며 대한민국의 5번째, 그리고 레드벨벳의 전체 앨범 중 7번째 앨범이었다.

## 수록곡
| #            | 제목                                       | 작사            | 작곡 | 편곡                                          | 재생 시간 |
| ------------ | ------------------------------------------ | --------------- | --- | --------------------------------------------- | --------- |
| 1.           | 〈RBB (Really Bad Boy)〉                   | 켄지            | 켄지 티모시 "BOS" 불럭 사라 포스버그 MZMC                                                                            | 티모시 "BOS" 불럭                             | 3:08      |
| 2.           | 〈Butterflies〉                            | 조윤경          | Harvey Mason Jr. Michael "R!OT" Wyckoff Joshua Golden Patrick "J. Que" Smith Dewain Whitmore Jr. Britt Burton 유영진 | Harvey Mason Jr. Michael "R!OT" Wyckoff       | 3:29      |
| 3.           | 〈So Good〉                                | 김인형          | LDN 노이즈 디즈 Ellen Berg Tollbom (Sunshine)                                                                        | LDN 노이즈 디즈 Ellen Berg Tollbom (Sunshine) | 3:26      |
| 4.           | 〈멋있게 (Sassy Me)〉                      | 켄지            | 켄지 Jonatan Gusmark (Moonshine) Ludvig Evers (Moonshine) Dsign Music Anne Judith Wik                                | Moonshine                                     | 3:06      |
| 5.           | 〈Taste〉                                  | 박성희 페노메코 | Dem Jointz | Dem Jointz                                    | 3:04      |
| 6.           | 〈RBB (Really Bad Boy)〉 (English version) | 사라 포스버그   | 켄지 Timothy "BOS" Bullock 사라 포스버그 MZMC                                                                        | 티모시 "BOS" 불럭                             | 3:08      |
| 총 재생 시간 | 총 재생 시간                               | 총 재생 시간    | 총 재생 시간 | 총 재생 시간                                  | 19:21     |